# روث أنسل
روث أنسل (بالإنجليزية: Ruth Ansel)‏ هي مصممة جرافيك أمريكية، ولدت في 1938 في نيويورك في الولايات المتحدة.